# 가례마을 왜가리 서식지
의령군 가례면에 위치한 가례마을에는 약 1940년대부터 찾아온 왜가리로 인하여 왜가리 서식지가 조성되었다.
왜가리는 황새목 백로과에 속하는 여름철새로 보통 한반도에는 4월경에 도래하여 여름을 지내고 9월이 지나면 다시 따뜻한 남쪽나라로 떠나는 것으로 알려져 있다. 가례마을에는 해마다 2월 초중순이 되면 왜가리가 찾아와 늦가을에 떠나는데 이는 지구온난화의 영향으로 따뜻해졌기 때문이라고 한다. 가례면에 왜가리가 많이 찾아오는 가장 큰 이유는 주위의 넓은 논과 하천 등에서 먹이를 쉽게 구할 수 있기 때문이라고 한다. 그 다음으로 서식지가 외부의 위협으로부터 안전하기 때문이라고 한다. 주민들은 그다지 반갑지 않을텐데도 불구하고 그 오랜 세월동안 왜가리 서식지를 지켜주고 있다. (출처 네이버 의령군 공식 블로그 의령이야기) 